# Kakariki žlutočelý
Kakariki žlutočelý (Cyanoramphus auriceps) je středně velký papoušek endemický Novému Zélandu, kde se vyskytuje napříč všemi třemi hlavními ostrovy (Severním, Jižním i Stewartovým). I když je jeho areál výskytu poměrně rozsáhlý, tento papoušek není příliš početný. Mezinárodní svaz ochrany přírody odhaduje celkovou populaci na 10–30 tisíc (2022) jedinců. V minulosti byli kakariki horský a kakariki chathamský považováni za konspecifické s kakarikim žlutočelým (tzn. za tentýž druh), avšak po analýzách jejich morfologie, biologie i DNA byli vyčleněni do samostatných druhů. Opeření kakarikiho žlutočelého je převážně zelené, nad ozobím mezi očima se nachází karmínový pásek, korunka je zlatě žlutá, zobák světle šedomodrý s tmavou špičkou.
Živí se všežravě. Do jejich kakarikiů patří bezobratlí (hlavně červci, mšice), pupeny a květy (hlavně kanuka, železnec, pabuky), semena (zejména pabuků a nohoplodů) a výhonky. Hnízdí nejčastěji mezi říjnem a prosincem v dutinách vzrostlých stromů. Samice klade kolem 5–6 vajec a sedí na nich 18–20 dní. Během inkubace je krmena samcem, oba partneři se pak podílí na krmení ptáčat, která vylétají z hnízd ve věku 5–7 týdnů. Druh je hodnocen jako téměř ohrožený z důvodu ohrožení introdukovanými savci, hlavně hranostaji, kusu liščími, krysami obecnými a zdivočelými kočkami. Kakarikijové žlutočelí jsou drženi chovateli po celém světě. Jak v chovech, tak ve volné přírodě se mohou křížit s úzce příbuznými kakarikijemi rudočelými.

## Systematika
Druh poprvé popsal německý přírodovědec Heinrich Kuhl v roce 1820. Druhové jméno auriceps pochází z latinského aurum („zlatý“) a -ceps („korunovaný“ či „vztahující se k hlavě“; z caput = „hlava“). Rodové Cyanoramphus je kombinací starořeckého „κυανός“ (kuanos = „tmavomodrý“) a „ράμφος“ (rhamphos = „zobák“). Kakariki žlutočelý je zástupce rodu kakariki (Cyanoramphus) a čeledi alexandrovití (Psittaculidae).
Vnitřní systematika kakarikiů včetně kakarikiho žlutočelého byla a stále je předmětem taxonomických debat. Problémem je mj. velice blízká morfologická příbuznost kakarikiů, částečně se překrývající oblast výskytu některých druhů i výskyt hybridů. V rámci druhu Cyanoramphus auriceps se původně rozeznávaly i tyto dva taxony:
- C. a. malherbi (kakariki horský); někdy též považován čistě za konspecifický ke kakarikimu žlutočelému, tzn. někdy ani nebyl považován za poddruh.[6] Podle terénních pozorování v údolí Huruni, kde se areál kakarikiů horských překrývá s areálem kakarikiů žlutočelých, bylo zjištěno, že u druhů dochází ke striktnímu výběrovému párování, tzn. běžně nedochází ke tvorbě smíšených párů, což je významný biologický ukazatel samostatnosti druhu. Vedle toho byly zjištěny i malé, avšak významné rozdíly ve vokalizaci.[7] Studie velikosti zobáků (2001) obou druhů ukázala, že samci kakarikiů horských mají oproti samcům kakarikiů žlutočelých v průměru o 0,7–0,8 mm kratší zobáky.[8] V roce 2000 pak vyšla i genetická studie, jejíž výsledky potvrdily status kakarikiho horského coby samostatného druhu. Studie dokonce odhalila, že kakariki horský je příbuznější s C. hochstetteri z Ostrovů Protinožců, než s kakarikim žlutočelým.[9]
- C. a. forbesi (kakariki chathamský); morfologická a etologická data z 20. století postupně začala ukazovat, že se jedná o samostatný druh. Bylo mj. zjištěno, že kakariki chathamský je větší než kakariki žlutočelý a má významně odlišný vokální repertoár.[10] Status kakarikiho chathamského coby samostatného druhu potvrdily i genetické analýzy (Triggs & Daugherty (1996),[11] Boon et al. (1999),[10] resp. (2000)[12]).

Na Aucklandových ostrovech se kakariki žlutočelý běžně kříží s tamějším poddruhem kakarikiho rudočelého (C. novaezelandiae novaezelandiae).

Vybrané ilustrace kakarikijů žlutočelých
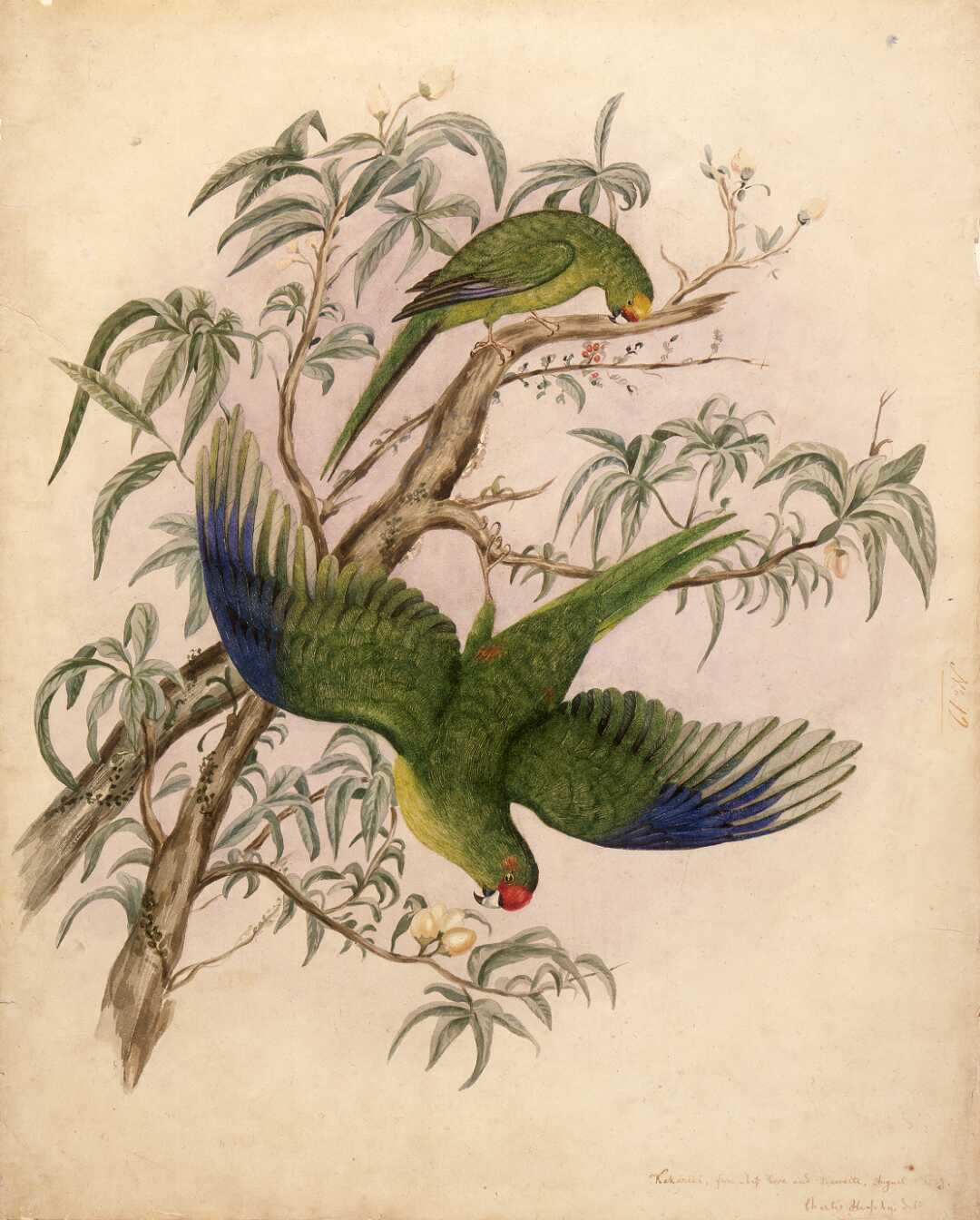
Kakariki žlutočelý (v pozadí) a kakariki rudočelý, Charles Heaphy, 1839
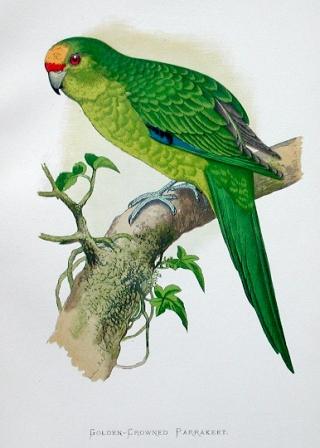
Kakariki žlutočelý, William Thomas Greene, 1884
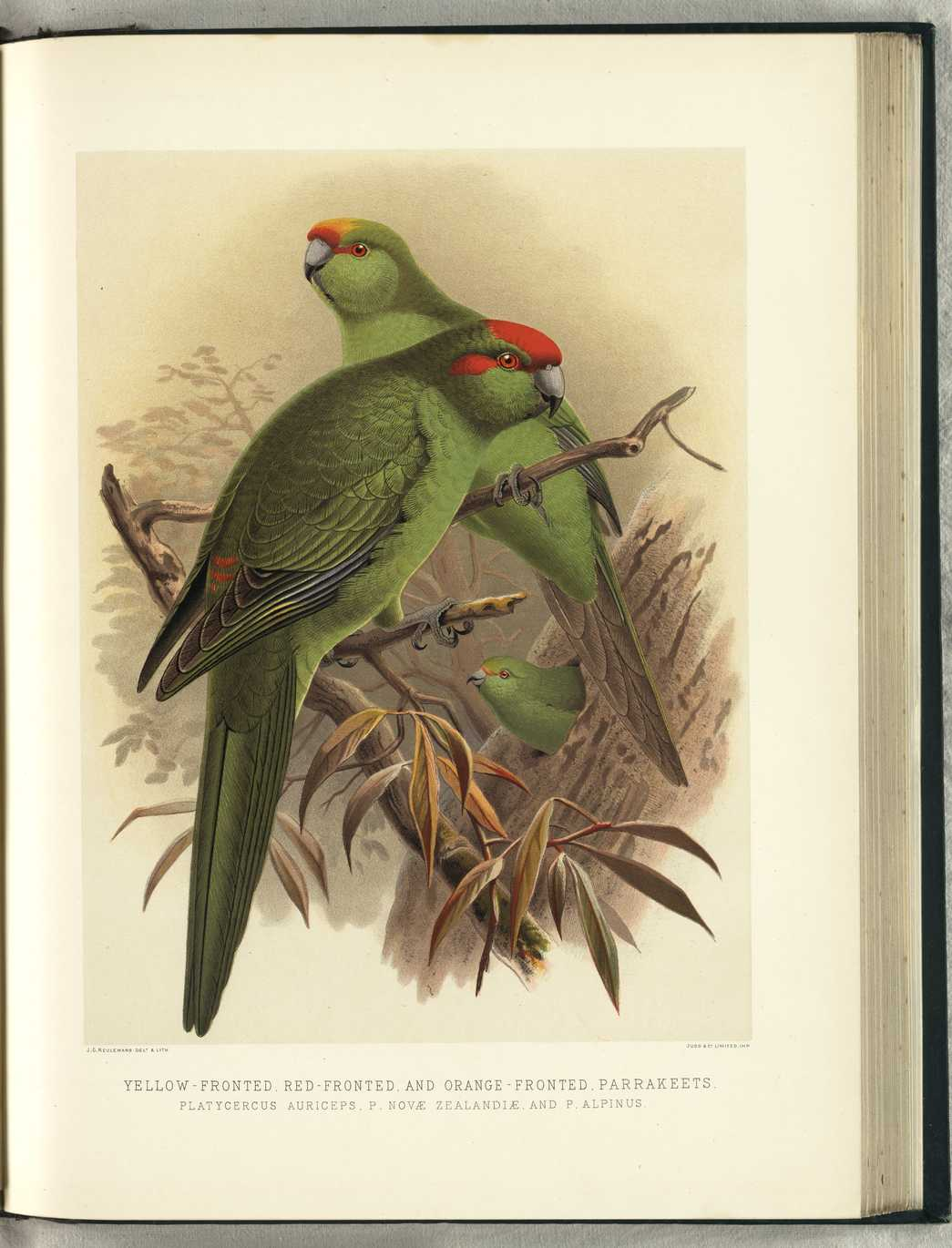
Kakariki žlutočelý (v pozadí) a kakariki rudočelý, John Gerrard Keulemans, 1888

## Popis

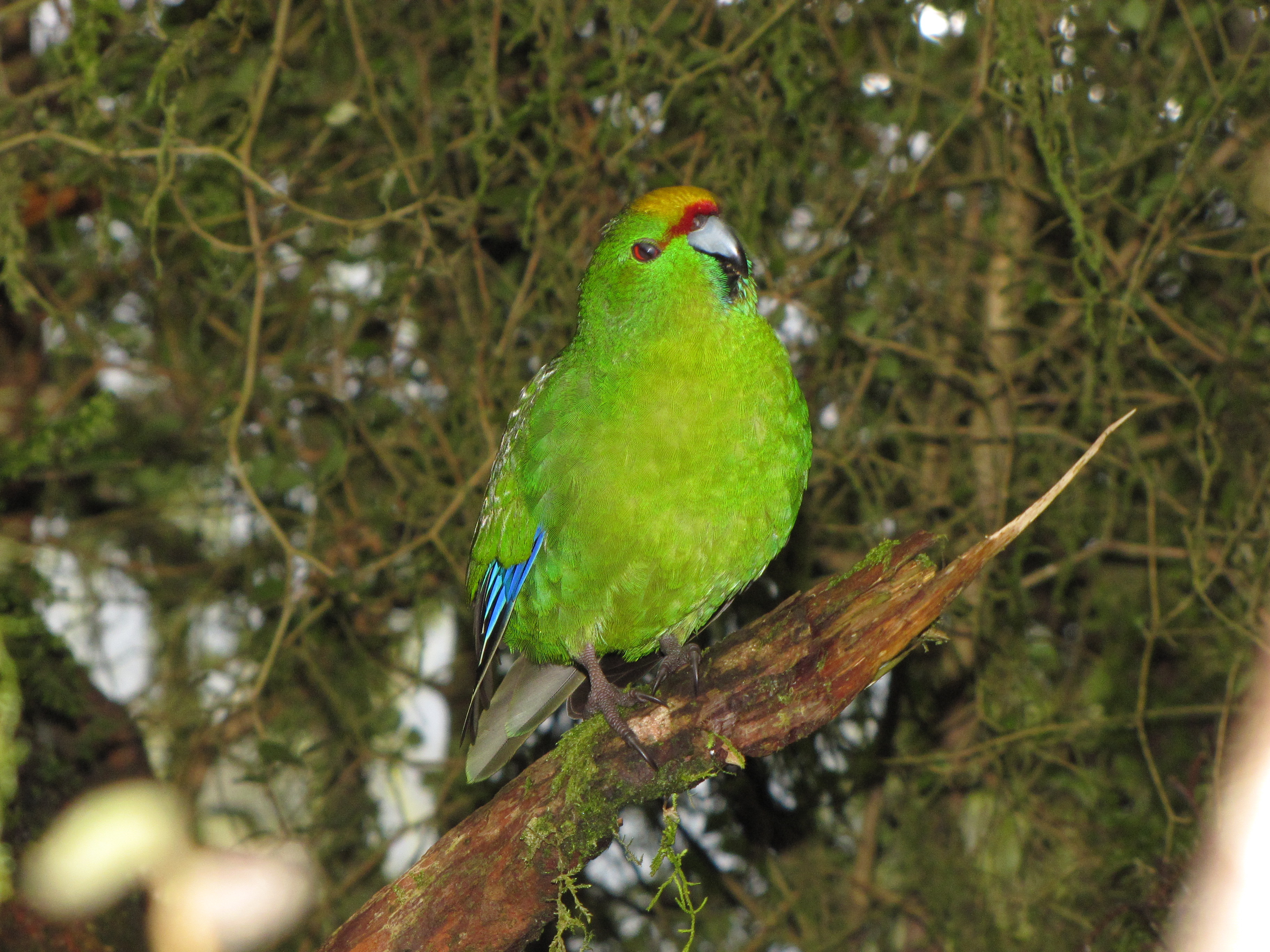
Kakariki žlutočelý poblíž jezera Matheson, Jižní Ostrov

Jedná se o středně velkého papouška s převážně sytě zeleným opeřením, které je na svrchní straně těla čistě zelené a na spodní straně mírně nažloutlé. Korunka je zlatavě žlutá, nad šedočerným ozobím se příčně táhne karmínově zbarvený pásek, který vede od oku k oku. Stejnou karmínovou barvu mají i dvě nevelké skvrny po stranách kostřece (jedna skvrna na každé straně). Vnějších 5 praporů letek je fialově modrých, na konci přechází až v černou. Podobné zabarvení mají i některé křídelní krovky. Podocasní krovky jsou šedé, občas nažloutlé. Oční kroužek je šedočerný až černý. Zobák je světle modrošedý s černou špičkou. Nohy jsou černohnědé, avšak mohou být i do růžovohněda či fialovošeda. Samec dosahuje délek kolem 23–27 cm, jeho rozpětí křídel je 32–36 cm, délka zobáku je 1,3–1,5 cm, běháku 1,9–2 cm, ocasu 11–13 cm. O něco menší samice dosahuje délky těla kolem 20–24 cm, rozpětí křídel se pohybuje kolem 31 cm, zobák měří 1,1–1,2 cm, běhák 1,7–1,9 cm. Váha samce se pohybuje kolem 50 g, samice váží kolem 40 g. Duhovky jsou červené až oranžovočervené. Nedospělí jedinci jsou velmi podobní dospělcům a v terénu jsou takřka k nerozeznání. V terénu lze samice od samce rozpoznat hlavně díky menší velikosti a kratšímu zobáku.
Čerstvě narozená ptáčata mají jen malé a rozmazané karmínové a žluté pásky na hlavě, a stejně tak karmínové skvrnky na kostřeci jsou jen nevýrazné. Zobák ptáčat je světle růžový, duhovky tmavší než u dospělců (světle oranžovočervené až světle červenohnědé). Ocas ptáčat bývá jen krátký. V 2.–5. týdnu nabírá ocas délky dospělců a stejně tak opeření a duhovky se v této době vybarvují do podoby dospělých kakarikiů.

## Rozšíření a habitat

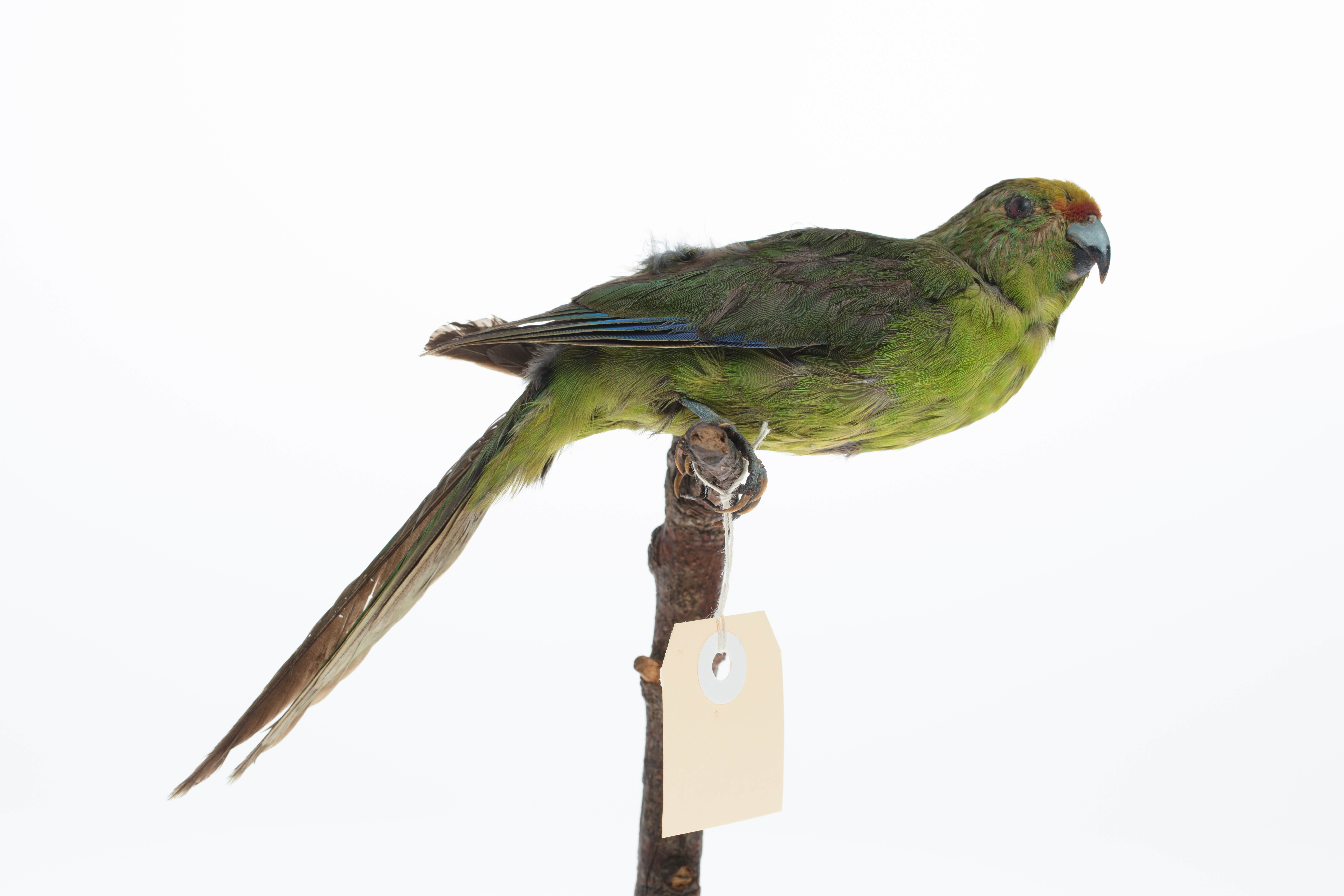
Vycpaný exemplář (ze sbírek Aucklandského muzea)

Kakarikijové žlutočelí byli kdysi hojně rozšířeni v lesích napříč všemi třemi hlavními ostrovy Nového Zélandu (Severní, Jižní a Stewartův) i na některých přilehlých ostrůvcích a souostrovích jako jsou Aucklandovy ostrovy. Původně byli hojní dokonce až do té míry, že byli považovaní za významné škůdce zemědělských plodin (hlavně v 70. a 80. letech 19. století) a Walter Buller o nich dokonce psal, že byli stříleni po tisících. Po introdukci hranostajů, koček, kusu liščích a krys obecných se však jejich počty začaly rapidně zmenšovat. V moderních dobách se jejich výskyt na Severním ostrově soustřeďuje hlavně na zalesněné oblasti jako je Taranaki, Urewera, pohoří Tararua, Rimutaka nebo Raukumara. Nad to se vyskytují i na přilehlých ostrůvcích jako jsou Tříkrálové ostrovy, Hen a Chicken, Hauturu (Little Barrier), Aotea (Great Barrier) a Kapiti. Na Severním ostrově i na Aucklandových ostrovech jsou kakarikijové žlutočelí početně výrazně přečísleni příbuznými kakarikijemi rudočelými. Na Jižním ostrově jsou kakarikijové žlutočelí hojnější a obývají hlavně oblasti západního Marlborough, Nelsonu, Westlandu, západního Otaga, Catlins, Fiordlandu a vnitrozemí severního Canterbury. Vyskytují se i na Stewartově ostrově a jeho satelitních ostrovech, z těch nejvýznamnějších lze zmínit Whenua Hou. Kakarikijové žlutočelí byli i translokováni / reintrodukováni na některé příbřežní ostrovy bez predátorů jako je Motuara nebo Mana i do několika vybraných vhodných lokací na novozélandské pevnině.
Zatímco na novozélandské pevnině obývají hlavně starší smíšené pralesy s dominantními vysokými pabuky a nohoplody, na menších ostrovech se vyskytují hlavně v menší křovinaté vegetaci a na ostrově Mana dokonce na otevřených travnatých plochách. V sekundárním lese se vyskytují pouze výjimečně, v čerstvě vytěženém lese se nevyskytují vůbec. I když je druh geograficky poměrně dost rozšířený, jeho početnost není nijak hojná. Mezinárodní svaz ochrany přírody (IUCN) odhadoval celkový stav populace k roku 2022 na 10–30 tisíc jedinců.

## Biologie
Většinou se vyskytují samostatně nebo v páru, na podzim a v zimě se shlukují do menších hejn. V letu vydávají výrazné, vysoce položené ki-ki-ki-ki-ki. Vokálně se projevují i během krmení, kdy mezi sebou často štěbetají. Na ostrově Hauturu bylo zaznamenáno hlasité teritoriální volání samců připomínající err-e-e. Hřadují ve stromových dutinách, často v těch, ve kterých zahnízdí. Hřadovací místa mohou každou noc střídat, nebo mohou hřadovat v té samé dutině po dobu několika týdnů až měsíců. Na hřadoviště typicky zalétají cirka hodinu před západem slunce a vylétají za východu slunce.

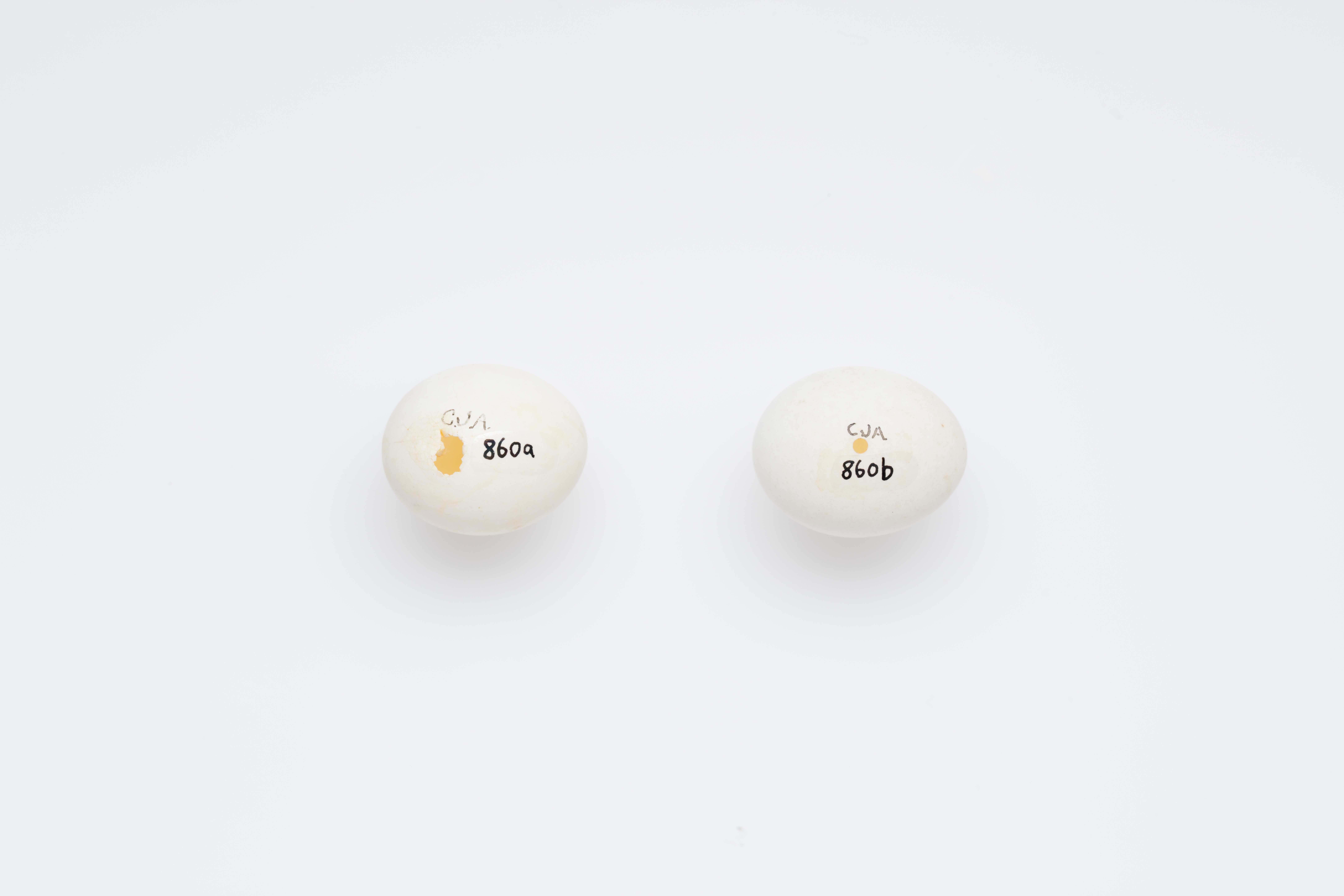
Vejce kakarikiho žlutočelého (fotografie ze sbírky Aucklandského muzea)

### Potrava
Živí se všežravě. Do jídelníčku kakarikijů žlutočelých patří bezobratlí (hlavně červci, mšice), pupeny a květy (hlavně kanuka, železnec, pabuky), semena (zejména pabuků a nohoplodů) a výhonky. V závislosti na sezónní dostupnosti sezobnou i ovoce či bobule. Krmí se typicky v páru nebo v malých hejnech. Tato hejna při krmení často následují hejna pištců žlutých (Jižní ostrov) nebo pištců bělohlavých (Severní ostrov). Zatímco na novozélandské pevnině sbírají potravu většinou při okrajích stromových korun, na menších novozélandských ostrůvcích, kde se nenachází žádní suchozemští predátoři, potravu sbírají převážně na zemi.

### Hnízdění
Zahnizďují nejčastěji mezi říjnem a prosincem, avšak zejména v době hojnosti potravy mohou zahnízdit v kteroukoliv část roku. Hnízdí v přirozených dutinách stromů, a to jak kmenů tak tlustších větví. Pár kakarikijů nejdříve navštíví množství takových dutin, než si společně vyberou tu, ve které zahnízdí. Dutiny často bývají umístěny poměrně vysoko nad zemí; byla zaznamenána hnízda ve výšce 32 m. Preferují hlavně dutiny v urostlých velkých nebo starých stromech. Samice klade 5–6, někdy jen 2 nebo naopak až 9 bílých vajec mírně elipsovitého tvaru o rozměrech 23×19 mm. Vejce jsou kladena přímo na dno dutiny na tlející dřevo, vzácněji na zbytky hnízda jiného druhu ptáka jako je pištec žlutý nebo pokřovník zelený. Vchod do dutiny může být velmi malý (30×30 mm) nebo naopak poměrně rozsáhlý (600×45 mm) s nejmenším zaznamenaným průměrem otvoru pouze 25 mm.
Inkubuje pouze samice po dobu 18–20 dní. Samice opouští hnízdo pouze za účelem přijímání potravy, kterou pro ni zajišťuje samec. Ten nejdříve dosedne na nedaleké bidlo a hlasově samici přivolá ven. Samice vylétne z hnízda, dosedne vedle samce, přikrčí se a s hlavou položenou mírně dozadu otevře zobák. Samec několikrát škubne hlavou nahoru a dolů, čímž nahrne potravu z volete do úst, poté překříží se samicí zobák a předá jí potravu. Samice takto přijme kolem 2–24 soust. Při každém soustu vydává krátký pištivý zvuk. Ptáčata se klubou asynchronně, tzn. jedno po druhém v rámci několika dní. Stejně jako samice, i ptáčata jsou krmena regurgitací potravy. Tu zajišťují jak samice, tak samec. Mláďata opouští hnízdo ve věku 5–7 týdnů.

## Vztah k lidem

### Ohrožení

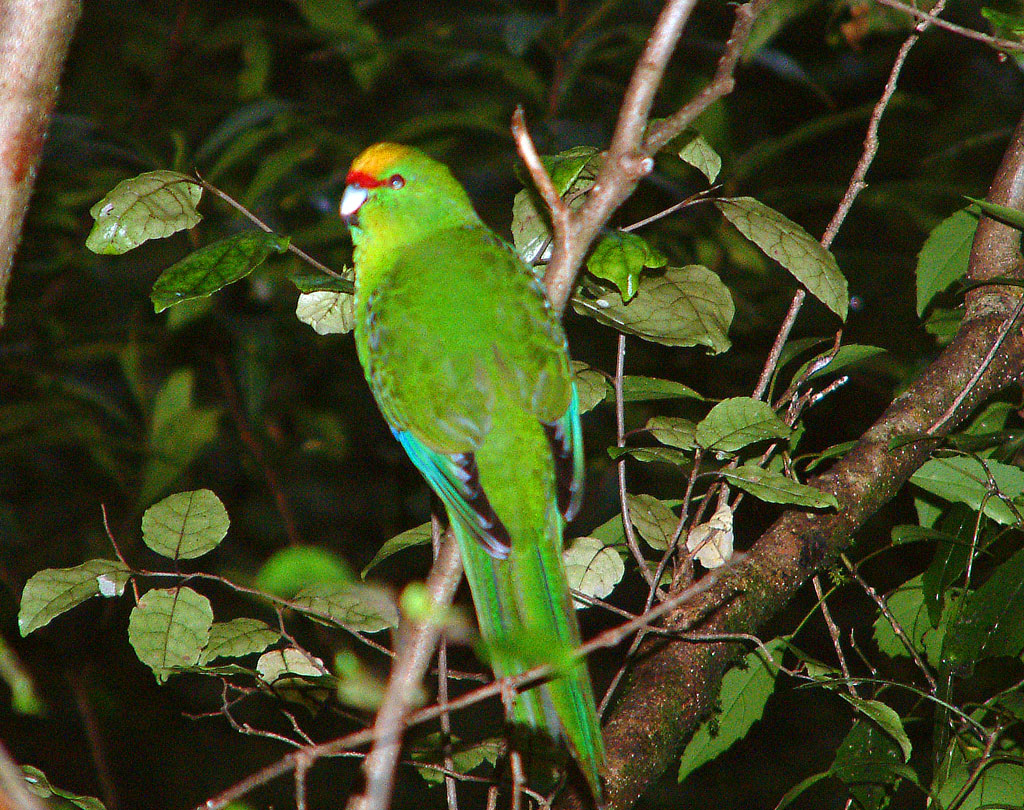
Kakariki žlutočelý na bidle

Od lidského osídlení Nového Zélandu stavy kakarikijů žlutočelých velmi poklesly. Na vině je zejména úbytek původních pralesů, které byly z velké části vypáleny a vytěženy, změny v habitatu a introdukce savčích predátorů. Na Novém Zélandu se před příchodem lidí nevyskytovali žádné šelmy ani hlodavci a poté, co lidé na novozélandské souostroví introdukovali krysy obecné, kočky, kusu liščí a hranostaje, došlo k výraznému populačnímu úbytku kakarikijů žlutočelých i dalších novozélandských ptáků, kteří nemají vyvinuté protipredační strategie vůči suchozemské predaci. Introdukovaní predátoři nadále představují hlavní ohrožení karakijů žlutočelých. Zdá se nicméně, že predátoři nemají na karakije žlutočelé tak velký vliv jako karakije rudočelé, jelikož kakarikijové žlutočelí se častěji krmí i hnízdí v korunách stromů, kde jsou šance predace nižší. Nejzranitelnější jsou mláďata na hnízdě, která jsou hlavně před opuštěním hnízda značně hlasitá a při proniknutí predátora do stromové dutiny nemají kde uniknout. Částečné ohrožení druhu představuje i hybridizace s kakarikijemi rudočelými. I přes nedostatek přesných dat se předpokládá, že populace kakarikijů zažívá poměrně pomalý, avšak vytrvalý pokles. Proto IUCN druh hodnotí jako téměř ohrožený.
Populace kakarikijů je rok od roku značně volatilní a následuje cykly tzv. žírných roků. Během těchto let se na stromech urodí mnohonásobné množství semen, které způsobí prudký nárůst potravy a rapidní navýšení hnízdní úspěšnosti. Populační exploze kakarikijů je však v následujících měsících zastavena a zcela převrácena, když díky velkému množství potravy vzroste i početnost introdukovaných predátorů, kteří způsobí následný rapidní populační pokles kakarikijů. Jelikož žírné roky jsou spojovány s teplým počasím, dá se předpokládat, že s tím, jak bude globální oteplování nabírat na síle, bude se i navyšovat volatilita a frekvence populačních poklesů kakarikijů žlutočelých.

### Ochrana

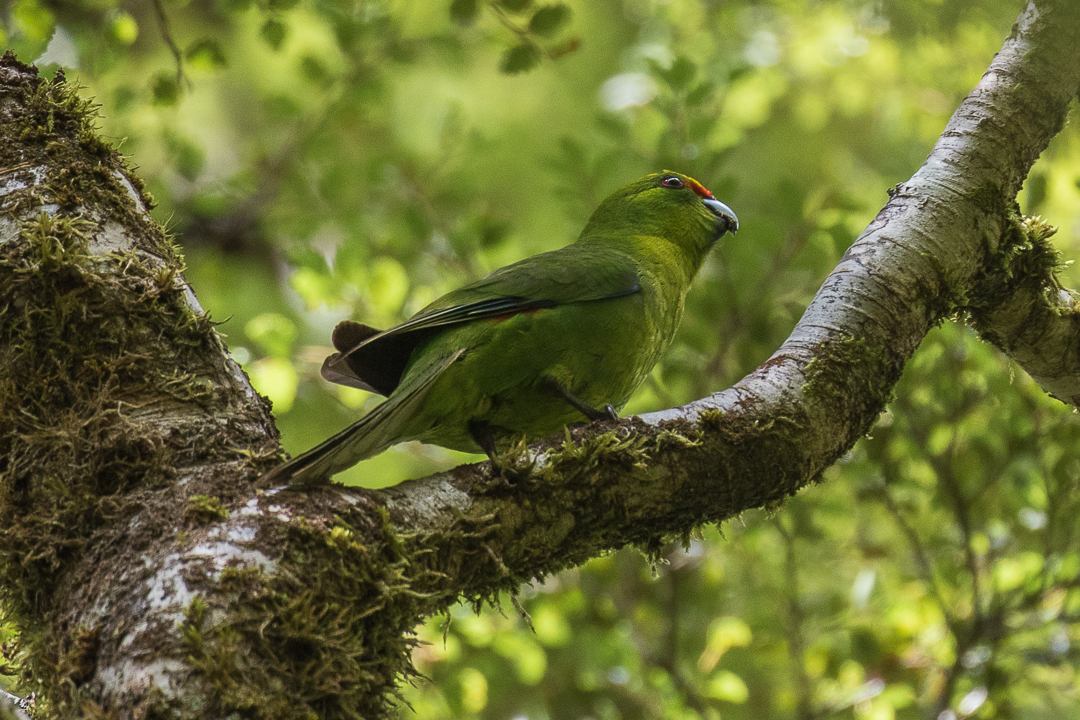
Kakariki žlutočelý v přirozeném prostředí novozélandského pralesa

K základním typům ochrany druhu patří hlavně kontrola predátorů. Terénní pozorování ukazují, že populace kakarikijů žutočelých klesají hlavně v oblastech, kde nedochází k hubení suchozemských predátorů. K dalším ochranným opatřením druhu patří translokace (tzn. přemístění druhu na ostrovy bez predátorů) nebo reintrodukce (tzn. založení populací v místech, kde kakarikijové vyhynuli). Druh je celoplošně chráněn zákonem o divoké přírodě z roku 1953 (Wildlife Act 1953). Kakariki žlutočelý je zmíněn v Příloze II Úmluvy o mezinárodním obchodu s ohroženými druhy volně žijících živočichů a planě rostoucích rostlin (CITES), což v praxi znamená, že import/export kakarikijů nebo produktů z nich vyrobených je regulován.

### Chov
Kakariki žlutočelý a rudočelý jsou jedinými nativními novozélandskými ptáky, které Ministerstvo památkové péče (Department of Conservation, DOC) povoluje místním chovatelům po získání povolení chovat a rozmnožovat. Kakarikijové žlutočelí jsou jinak chováni po celém světě. Jsou ceněni pro své výrazné opeření, přátelskou povahu a aktivitu; i v kleci se neustále pohybují sem a tam, čímž jsou pro řadu chovatelů značně atraktivní. Z důvodu jejich neustálého pohybu se k chovu těchto opeřenců doporučuje velká klec (cca 3,6 m vysoká × 0,9 m široká × 1,8 m hluboká), která jim tento aktivní život umožní.